# Caffropyrrhyllis bicuspidata
Caffropyrrhyllis bicuspidata är en insektsart som beskrevs av Ronald Gordon Fennah 1950. Caffropyrrhyllis bicuspidata ingår i släktet Caffropyrrhyllis och familjen vedstritar. Utöver nominatformen finns också underarten C. b. epona.